# Narges Chāl
Narges Chāl (persiska: نرگس چال) är en ort i Iran.   Den ligger i provinsen Golestan, i den norra delen av landet, 400 km öster om huvudstaden Teheran. Narges Chāl ligger 1 078 meter över havet och antalet invånare är 139.
Terrängen runt Narges Chāl är bergig åt nordost, men åt sydväst är den kuperad. Runt Narges Chāl är det ganska tätbefolkat, med 65 invånare per kvadratkilometer. Närmaste större samhälle är Āzādshahr, 18,5 km nordväst om Narges Chāl. Omgivningarna runt Narges Chāl är i huvudsak ett öppet busklandskap.